# Banque Central de Mauritanie
Die Banque Central de Mauritanie (arabisch البنك المركزي الموريتاني al-Bank al-Markazi al-Muritani, DMG al-bank al-markazī al-mūrītānī ‚Zentralbank von Mauretanien‘, BCM) ist die Zentralbank des Landes Mauretanien im Norden von Afrika. Die Zentrale befindet sich in der Hauptstadt Nouakchott, südlich des Präsidentenpalastes.

## Geschichte
Die Bank auf Grundlage von Gesetzen von 1973, 1974 und 1975 gegründet.